# Bob (peinado)

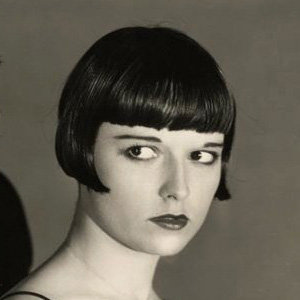
Louise Brooks luciendo este peinado, en 1929.

Un bob o bob cut es un peinado corto, popular entre las mujeres.

## Descripción
El bob es un corte recto que se extiende hasta la altura de la mandíbula, generalmente con flequillo. Se lo llama también "¾" porque representa tres cuartas partes de lo que se considera un peinado de cabello largo.

## Historia

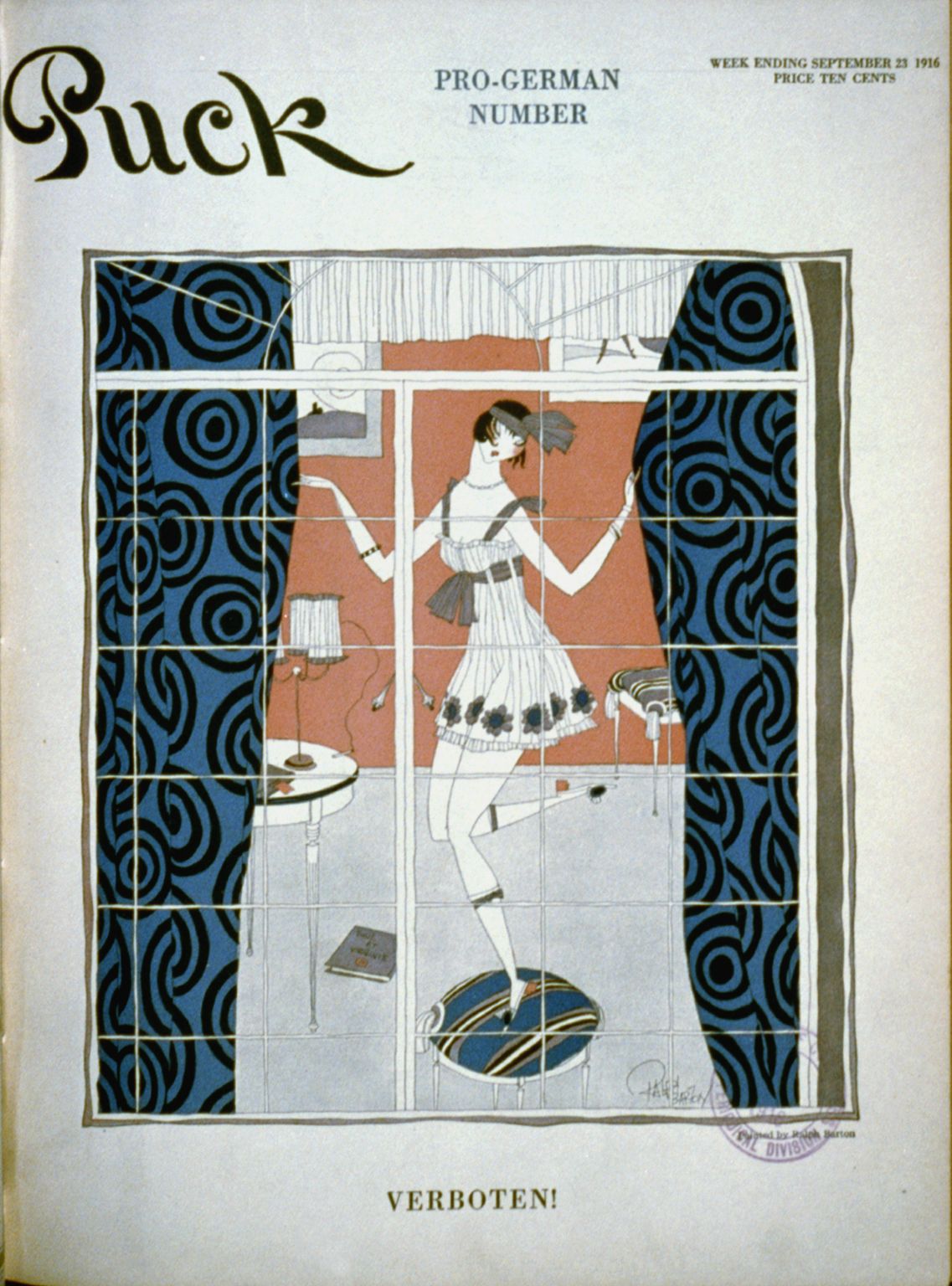
Dibujo de una flapper en la portada de la revista estadounidense Puck, 1916.

El bob surge en tiempos de la Primera Guerra Mundial, cuando las enfermeras comenzaron a utilizar cabello más corto por cuestiones de higiene. A finales de la guerra, en 1918, Irene Castle, esposa de Vernon Castle, introdujo el peinado en Estados Unidos. Vernon e Irene fueron una pareja profesional de baile de salón. Otras celebridades como Ina Claire y Louise Brooks popularizaron el peinado entre las mujeres de la época.
Durante la década de 1920 se convirtió en el peinado simbólico de las flappers, mujeres de clase media que no se comportaban bajo las normas sociales convencionales: bebían, fumaban, tenían relaciones sexuales ocasionales, manejaban automóviles y asistían a clubs de jazz y shows de vaudeville.
Las flappers comenzaron a utilizar peinados cortos, ropa atrevida, sombreros, y bandas y lazos para adornar el cabello.
Los bobs son el otro corte de media melena que parece haber tomado al mundo por sorpresa.

## Variaciones

### Pageboy
El pageboy (paje) es un tipo de bob que recibe su nombre de lo que se supone era el corte clásico de los niños paje ingleses. El cabello se corta justo por debajo de las orejas y las puntas forman "alas" invertidas que son poco visibles.

### Mop-Top
El mop-top (punta de mopa) es un peinado híbrido del bob, el pageboy y el corte de tazón que se hizo popular en los años 1960 durante la Primera Invasión Británica gracias a grupos de rock como The Beatles y The Rolling Stones. También en esa época lo popularizaron bandas californianas como The Beach Boys o The Byrds. Tiene forma de casco que cubre las orejas y, a diferencia del corte de tazón, suele ser degrafilado y no uniforme. El mop-top es considerado una versión masculina del bob.